# 村田和人
村田 和人（むらた かずひと、1954年1月2日 - 2016年2月22日）は、日本のシンガーソングライター、作曲家、編曲家。元専門校東京ミュージック&メディアアーツ尚美講師。

## 来歴・人物

### デビュー前
東京都品川区出身。中学時代にビートルズ来日のTV放送を見てカルチャーショックを受け、その翌日にエレキギターを購入。その後、ローリング・ストーンズにも大きな影響を受け、クリーム、レッド・ツェッペリン等のブリティッシュ・ハードロックを聴くようになる。同時にバンド活動も開始するが、中学3年時にはベーシストが見つからず、村田が自ら担当していた。村田曰く「二十歳くらいまではいろんなバンドでベースを弾いていた」とのこと。
獨協大学入学後の1977年にバンド「ALMOND ROCCA」を結成し、本格的なバンド活動を行うようになる。バンドは1978年のEastWest地区大会でグランプリを獲得するなど高い評価を受ける。YAMAHAの自主制作盤『エピキュラス・フレンズ・コンサートライブ』に後のレパートリー曲となる「電話しても」「GREYHOUND BOOGIE」が収録され、そのデモテープを入手したフリーのプロデューサーがソングライティングとボーカルを高く評価し村田に接触。しかし当時の村田は完全な洋楽指向で、邦楽は山下達郎とはっぴいえんどしか聴いておらず「あなたじゃ駄目、僕らをプロデュースできるのは山下達郎ぐらいかな」と大口を叩き断るが、そのプロデューサーが偶然にも山下と知り合いだったため、後日、山下に直接デモテープを渡すことができた。デビューへの道を模索する中、村田が山下との間にプロデューサーを入れることに納得いかず、かといって直接依頼したかった山下の電話番号も聞いていなかったため、連絡が取れないままデビューの話は立ち消えになった。しかし、デモテープを聴いた山下は村田を高く評価しており、「もし、このシンガーが世に出なかったら「電話しても」を自分で歌おう」と思ったほど惚れ込んだという。
デビューの話が立ち消えになったため、大学卒業を節目としてバンド・ALMOND ROCCAを解散し、日本楽器製造株式会社（現・ヤマハ）に営業マンとして入社。サラリーマンとして働きながらALMOND ROCCAを再結成し、精力的にライブ活動を行う。ライブを見に来ていたRVCのディレクターに評価され、再びデビューの話が持ち上がる。RVC内にあるAIRレーベルに所属していた山下と再会。村田を評価していた彼の後押しもあり、プロデビューが決定。
1981年、会社を退職しデビュー・アルバムのレコーディングに入る。山下によるプロデュースを期待していた村田だったが、音楽性や声質から「山下が村田を手がけたら、両者が似すぎてしまうのでは」というスタッフの危惧から、編曲は鈴木茂と井上鑑に委ねられた（鈴木はアルバム『LAGOON』を気に入っていた村田の、井上はスタッフサイドの要望だった）。レコーディングが進む中、制作途中のテイクを聴いた山下から直接村田に連絡があり、編曲のやり直しを進言。結果、「電話しても」を含む数曲が山下の編曲で録り直された。アルバム制作中にMOON RECORDS設立の話が立ち上がり、第一弾アーティストとして村田と松下誠がラインナップされたため、一旦レコーディングを中断してデビューのタイミングを調整。レコーディング開始から1年後の1982年4月、シングル「電話しても」でデビュー、同年6月に1stアルバム『また明日』がリリースされた。

### デビュー後 - MOON時代
1stアルバムのプロモーション終了後、山下のツアーにコーラスとして参加。山下からかなりしごかれ、現場での多くの音楽的経験を積んでいった。ツアーで村田が一番参ったのは、他の女性コーラス陣と合わせての「踊り」だったという。
1983年、マクセルからの依頼で「一本の音楽」というコピーを使用するという条件で制作された先行シングル「一本の音楽」がスマッシュヒット。CMの露出が多かったこともあり、6月に発売された山下プロデュースによる2ndアルバム『ひとかけらの夏』は好セールスを記録、ライブもコンサートホールで行う事ができるようになった。数多くのライブ活動を行う中で、山本圭右、阿部薫、小板橋博司、小室哲哉のバンドメンバーで「村田サウンド」を確立していった。
翌1984年にTM NETWORKでデビューする小室を除くメンバーで3rdアルバム『MY CREW』を製作。前作での山下の下でのプロデュース経験を生かした、村田の初セルフプロデュース作となった。アルバム発売に伴い、全国主要5都市を含む全国ツアーも行われた。
翌1985年は再登板の予定だった山下が諸事情（自身の音楽制作へのコンピュータ導入による試行錯誤など）により制作に着手できず、村田も収録予定だった楽曲を他のアーティストに提供する等、ちぐはぐな活動となってしまい、結局アルバム制作は流れてしまった。
1986年に新しいディレクターの手引きで渡米、ロニー・フォスターの下で『showdown』を制作。ロニーをはじめとするLAのスタジオ・ミュージシャンを起用した本作は、これまでの作品にはないアーバンなテイストを盛り込んだ意欲作となった。
1987年に再渡米。ロサンゼルスでベーシックトラックを制作、日本でダビング及びボーカルを録音する形で制作された『Boy's Life』はこれまでの村田の音楽活動の集大成というべき作品となった。

### 東芝時代
デビューからスタッフや状況が変わったことや、アルバム制作が一段落着いたということもあり、環境のリセットを考えていた村田は東芝EMIへ移籍する。他のミュージシャンに制作を委ねてみようと考え、編曲を幾見雅博に依頼。その結果、1988年にリリースされた『GO POP』は打ち込みによる音作りを大胆に持ち込んだアルバムとなった。作詞家も新たに石川あゆ子、サエキけんぞうや直枝政広を迎え、ビジュアルイメージも一新するなど、新しいスタイルを模索した作品となったが、一方でデジタルサウンドと村田のボーカルの相性などの課題も生まれた。
次作『太陽の季節』（1989年）はバンドでの一発録りをコンセプトに制作された。前作の打ち込み主体のクールな音作りに対し、バンドサウンドによる熱い音作りを狙った作品だったが、やや荒い音作りになった（村田は「バンドの力を借りすぎて、ボーカルが荒すぎた」とアルバム再発時にコメントしている）。
『空を泳ぐ日』（1990年）は音作りのすべてを中村哲に委ねた作品で、打ち込み中心の音作りではあるものの、デジタル技術の進化と安藤芳彦がすべての作詞を担ったことにより、MOON時代の手触りに近い作品となった。
この後、村田もルーチン的になってしまった音楽活動に新鮮さを失い、コーラスや編曲の仕事をこなしつつ、湯川トーベンのフォークロックス、J-WAVEの企画で、杉真理とのユニット「アロハ・ブラザース」、斎藤誠らとのユニット「21」を結成。杉山清貴、河内淳一とのユニット「INN&OUT」等のアマチュア的な音楽活動へ向かい、表舞台からは徐々に姿を消していくこととなった。

### ビクター／ROUX時代
アマチュア的に純粋な音楽活動に携わるうちに、村田は音楽制作に対する意欲を取り戻していった。また、東芝時代の反省も生かし、「やりたいことを、やりたいメンバーで、自分のプロデュース・編曲で制作する」という決意の上、『HELLO AGAIN』（1993年）をリリース。ドラムだけは打ち込みになったものの、当時のメンバーによる演奏、山下の参加により、復活を感じさせる佳作となった。
続く『evergreen』（1994年）はバンドサウンドの完全復活による原点回帰、『sweet vibration』（1995年）はサウンドスタイルはそのままに楽曲の多様化をそれぞれ目指した作品で、いずれも村田らしさに満ちた、充実した作品となった（村田自身、再発したアルバムの解説で「3枚とも迷いのないアレンジ、妥協のないメロディ、アイデアやメリハリなど、自分の音楽活動のひとつの区切りをつけたもの」と発言）。ただ、セールス的には当時のマーケットには受け入れられたとは言い難い状況だった。以降、オリジナル・アルバムのリリースは暫く途絶えることとなる。

### 晩年まで
再びアマチュア的な音楽活動に戻っていた村田に、尚美学院が新しく創設した「プロミュージシャン学科」から講師の依頼が入った。最初は気乗りしなかった村田だが、次第にやりがいを感じ、講師活動に精力的に取り組むこととなる。また、村田が講師をしているという話を聞きつけた他の学校から講師のオファーがあったり、卒業した生徒から個人的にレッスンを依頼されたりするうち、いつしか活動はレッスン一色になっていった。そのまま講師活動を続けようと思っていた村田であったが、講師活動が6年間経った時に自身が肺炎で入院したことと、ALMOND ROCCAのベーシスト・新井正春が急逝したことを契機に、自分の音楽活動に戻ることを決意。
2008年4月に13年ぶりの新作となる『Now recording』をインディーズからリリース。本作は村田が二十歳前後に作った楽曲をリメイクしたもので、ライブツアー活動のプロモーション用に作成した側面が大きかったが、音楽関係者からの反響が大きく、同年8月にメジャー・レーベルであるユニバーサルミュージックからボーナス・トラック5曲入り、24bitデジタルリマスターでの再リリースとなった。
2009年、『ずーーっと、夏。』、翌2010年には続編的なアルバム『ずーーっとずっと、夏。』、2012年、「夏モノ3部作」の3作目として『ずーーっとずっと、ずっと夏。』をそれぞれリリース。同アルバムからは「太陽のPrecious」が東芝「住宅用太陽光発電システム」のCM「次の暮らし篇」のCMソングとして先行放送された。
2013年には他アーティストへの提供曲をカバーした『Treasures in the BOX』を6月に、夏モノ3部作から選出した楽曲にマイケル富岡のDJによるラジオ風のノンストップ・ミックスに仕上げたベスト盤『夏!夏!夏!』を7月にリリースした。
翌2014年にはアルバム「P-CAN」をリリースし、その後も日本各地を訪れライブ活動を精力的に行っていたが、2015年頃から体調不良を訴えるようになる。その後も闘病しながら音楽活動を続けていたが、2016年2月初旬に春から行われるライブツアー中止を発表。間もなく容態が急変し、2月22日午後4時20分、大腸がんからの転移性肝臓がんにより死去。享年62。
亡くなる直前まで制作していたアルバム『De P-CAN』は、村田バンドのメンバーや親交の深かった杉真理、息子の村田彼方の手により完成され、「村田和人 & His Friends」名義で発売された（全曲の詞が完成する直前に逝去したため、村田自身のボーカルは2曲のみで、他の曲は村田バンドのメンバーやGOMES THE HITMANのヴォーカルである山田稔明が担っている）。

## ディスコグラフィー

### シングル
| 発売日            | 規格  | 規格品番   | 面 | タイトル                                      | 作詞               | 作曲             | 編曲     | 備考                                                                    |
| ----------------- | ----- | ---------- | -- | --------------------------------------------- | ------------------ | ---------------- | -------- | ----------------------------------------------------------------------- |
| MOON RECORDS      |       |            |    |                                               |                    |                  |          |                                                                         |
| 1982年4月21日     | EP    | MOON-701   | A  | 電話しても                                    | 村田和人           | 村田和人         | 山下達郎 |                                                                         |
| 1982年4月21日     | EP    | MOON-701   | B  | 波まかせ風まかせ                              |                    |                  |          |                                                                         |
| 1982年8月21日     | EP    | MOON-702   | A  | Catching The Sun                              | 村田和人           | 村田和人         | 山下達郎 | シャープ エルシーメイト CMソング                                        |
| 1982年8月21日     | EP    | MOON-702   | B  | Lady September                                | 安藤芳彦           | 村田和人         | 山下達郎 |                                                                         |
| 1983年3月25日     | EP    | MOON-705   | A  | 一本の音楽                                    | 安藤芳彦           | 村田和人         | 山下達郎 | 日立マクセル CMソング                                                   |
| 1983年3月25日     | EP    | MOON-705   | B  | Whisky Boy                                    | 竹内まりや         | 小野敏、村田和人 | 鈴木茂   |                                                                         |
| 1984年6月10日     | EP    | MOON-714   | A  | WEEKEND LOVE                                  | 安藤芳彦・村田和人 | 村田和人         |          | 『モーニングスタジオ・土曜!100%』（関西テレビ）テーマ曲                 |
| 1984年6月10日     | EP    | MOON-714   | B  | UP TO LOVE                                    | Ralph McCarthy     | 村田和人         |          |                                                                         |
| 1985年11月28日    | EP    | MOON-506   | A  | Show Must Go On                               | Ralph McCarthy     | 村田和人         | 村田和人 |                                                                         |
| 1985年11月28日    | EP    | MOON-506   | B  | Dance With Me                                 | Joannna Hall       | Joannna Hall     | 村田和人 |                                                                         |
| 1986年6月25日     | EP    | MOON-729   | A  | 25時のアベニュー ～Love you for the night～   | 小林和子           | 村田和人         |          |                                                                         |
| 1986年6月25日     | EP    | MOON-729   | B  | SEE YOU AGAIN                                 | 竹内まりや         |                  |          |                                                                         |
| 1987年5月10日     | EP    | MOON-741   | A  | 湾岸ウィング                                  | 安藤芳彦           | 村田和人         |          | 『趣味講座 ベストサウンド』（NHK教育）主題歌                            |
| 1987年5月10日     | EP    | MOON-741   | B  | In The Southern Sky                           | CINDY              | 村田和人         |          |                                                                         |
| 1987年6月25日     | EP    | MOON-744   | A  | Stay The Young                                | 安藤芳彦           | 村田和人         |          | PIONNER carrozzeria CMソング                                            |
| 1987年6月25日     | EP    | MOON-744   | B  | Morning Selection                             |                    |                  |          |                                                                         |
| 1987年9月10日     | EP    | MOON-749   | A  | JUST A LOVE SONG                              | 安井かずみ         | 加藤和彦         |          | 映画『ハワイアン・ドリーム』エンディングテーマ曲                        |
| 1987年9月10日     | EP    | MOON-749   | B  | TIME FOR LOVE                                 |                    |                  |          |                                                                         |
| 東芝EMI/EASTWORLD |       |            |    |                                               |                    |                  |          |                                                                         |
| 1988年9月10日     | EP    | RT07-2142  | A  | SKY LOVE                                      | 田口俊             | 村田和人         |          | 最高位87位                                                              |
| 1988年9月10日     | EP    | RT07-2142  | B  | 水のエンベロープ                              | 石川あゆ子         | 村田和人         |          |                                                                         |
| 1989年5月10日     | EP    | RT07-2***  | A  | SARA!                                         | 安藤芳彦           | 村田和人         |          |                                                                         |
| 1989年5月10日     | EP    | RT07-2***  | B  | 風とコロナ                                    | サエキけんぞう     | 村田和人         |          |                                                                         |
| 1990年6月6日      | 8cmCD | TODT-2524  | 1  | 空を泳ぐ日                                    | 安藤芳彦           | 村田和人         |          |                                                                         |
| 1990年6月6日      | 8cmCD | TODT-2524  | 2  | 優しいなんて誤解                              | 安藤芳彦           | 村田和人         |          |                                                                         |
| Victor・ROUX      |       |            |    |                                               |                    |                  |          |                                                                         |
| 1993年3月24日     | 8cmCD | VIDL-10343 | 1  | 君の自由                                      | 庄司明弘           | 村田和人         | 村田和人 | UCカードCMソング                                                        |
| 1993年3月24日     | 8cmCD | VIDL-10343 | 2  | もう一度                                      | 庄司明弘           | 村田和人         | 村田和人 |                                                                         |
| 1993年10月21日    | 8cmCD | VIDL-10452 | 1  | Slide on your season                          | 田口俊             | 村田和人         | 村田和人 |                                                                         |
| 1993年10月21日    | 8cmCD | VIDL-10452 | 2  | 彼方に～Family of Love～                      | 杉真理             | 村田和人         | 村田和人 |                                                                         |
| 1994年2月9日      | 8cmCD | VIDL-10499 | 1  | 今日から始めよう                              | 秋元康             | 後藤次利         | 後藤次利 | ブルボン「バレンタイン&ホワイトデー」CMソング ※荻野目洋子とのデュエット |
| 1994年2月9日      | 8cmCD | VIDL-10499 | 2  | 今日から始めよう（荻野目洋子 歌入りカラオケ） | -                  | 後藤次利         | 後藤次利 |                                                                         |
| 1994年2月9日      | 8cmCD | VIDL-10499 | 3  | 今日から始めよう（村田和人 歌入りカラオケ）   | -                  | 後藤次利         | 後藤次利 |                                                                         |
| 1994年2月9日      | 8cmCD | VIDL-10499 | 4  | 今日から始めよう（オリジナル・カラオケ）      | -                  | 後藤次利         | 後藤次利 |                                                                         |
| 1995年6月21日     | 8cmCD | VIDL-207   | 1  | Do You Wanna Dance?                           | 安藤芳彦           | 村田和人         |          | 日産自動車 ラルゴ CMソング                                              |
| 1995年6月21日     | 8cmCD | VIDL-207   | 2  | 太陽の恋人                                    |                    |                  |          |                                                                         |

### オリジナル・アルバム
| 枚             | タイトル                     | 発売日         | レーベル                            | 規格               | 規格品番   | 最高位                         | 備考                            |
| -------------- | ---------------------------- | -------------- | ----------------------------------- | ------------------ | ---------- | ------------------------------ | ------------------------------- |
| 1st            | また明日                     | 1982年6月21日  | MOON RECORDS                        | LP                 | MOON-28003 |                                |                                 |
| 1st            | また明日                     | 1985年11月10日 | MOON RECORDS                        | CD                 | 32XM6      |                                |                                 |
| 1st            | また明日                     | 1994年5月25日  | MOON RECORDS                        | CD                 | AMCM-5007  |                                |                                 |
| 1st            | また明日                     | 2006年12月6日  | MOON RECORDS                        | CD                 | WPCL-10381 |                                | 2006年デジタルリマスター盤      |
| 1st            | また明日                     | 2012年5月23日  | FLY HIGH RECORDS                    | SHM-CD（紙ジャケ） | VSCD-1734  |                                | 2012年デジタルリマスター盤      |
| 1st            | また明日                     | 2023年8月9日   | BRIDGE INC.                         | CD                 | BRIDGE-380 |                                | 2023年デジタルリマスター盤      |
| 2nd            | ひとかけらの夏               | 1983年6月25日  | MOON RECORDS                        | LP                 | MOON-28010 | 25位                           |                                 |
| 2nd            | ひとかけらの夏               | 1994年5月25日  | MOON RECORDS                        | CD                 | AMCM-5008  |                                |                                 |
| 2nd            | ひとかけらの夏               | 2006年12月6日  | MOON RECORDS                        | CD                 | WPCL-10382 |                                | 2006年デジタルリマスター盤      |
| 2nd            | ひとかけらの夏               | 2012年5月23日  | FLY HIGH RECORDS                    | SHM-CD（紙ジャケ） | VSCD-1735  |                                | 2012年デジタルリマスター盤      |
| 2nd            | ひとかけらの夏               | 2022年2月23日  | WARNER MUSIC JAPAN                  | SACDハイブリッド   | WPCL-13369 |                                | 2022年リマスター盤              |
| 2nd            | ひとかけらの夏               | 2023年8月9日   | BRIDGE INC.                         | CD                 | BRIDGE-381 |                                | 2023年デジタルリマスター盤      |
| 3rd            | MY CREW                      | 1984年7月10日  | MOON RECORDS                        | LP                 | MOON-28020 | 26位                           |                                 |
| 3rd            | MY CREW                      | 1994年5月25日  | MOON RECORDS                        | CD                 | AMCM-5009  |                                |                                 |
| 3rd            | MY CREW                      | 2006年12月6日  | MOON RECORDS                        | CD                 | WPCL-10383 |                                | 2006年デジタルリマスター盤      |
| 3rd            | MY CREW                      | 2012年5月23日  | FLY HIGH RECORDS                    | SHM-CD（紙ジャケ） | VSCD-1736  |                                | 2012年デジタルリマスター盤      |
| 3rd            | MY CREW                      | 2023年8月9日   | BRIDGE INC.                         | CD                 | BRIDGE-382 |                                | 2023年デジタルリマスター盤      |
| 4th            | Showdown                     | 1986年6月25日  | MOON RECORDS                        | LP                 | MOON-28034 | 41位                           |                                 |
| 4th            | Showdown                     | 1994年5月25日  | MOON RECORDS                        | CD                 | AMCM-5017  |                                |                                 |
| 4th            | Showdown                     | 2006年12月6日  | MOON RECORDS                        | CD                 | WPCL-10384 |                                | 2006年デジタルリマスター盤      |
| 4th            | Showdown                     | 2012年5月23日  | FLY HIGH RECORDS                    | SHM-CD（紙ジャケ） | VSCD-1737  |                                | 2012年デジタルリマスター盤      |
| 4th            | Showdown                     | 2023年9月13日  | BRIDGE INC.                         | CD                 | BRIDGE-383 |                                | 2023年デジタルリマスター盤      |
| 5th            | Boy's Life                   | 1987年6月25日  | MOON RECORDS                        | LP                 | MOON-28045 | 35位                           |                                 |
| 5th            | Boy's Life                   | 1994年5月25日  | MOON RECORDS                        | CD                 | AMCM-5018  |                                |                                 |
| 5th            | Boy's Life                   | 2006年12月6日  | MOON RECORDS                        | CD                 | WPCL-10385 |                                | 2006年デジタルリマスター盤      |
| 5th            | Boy's Life                   | 2012年5月23日  | FLY HIGH RECORDS                    | SHM-CD（紙ジャケ） | VSCD-1738  |                                | 2012年デジタルリマスター盤      |
|                |                              | 2023年9月13日  | BRIDGE INC.                         | CD                 | BRIDGE-384 |                                | 2023年デジタルリマスター盤      |
| 6th            | GO POP                       | 1988年10月5日  | 東芝EMI/EASTWORLD                   | LP                 | RT28-5278  | 36位                           |                                 |
| 6th            | GO POP                       | 1988年10月5日  | 東芝EMI/EASTWORLD                   | CD                 | CT32-5278  |                                |                                 |
| 6th            | GO POP                       | 2011年8月10日  | FLY HIGH RECORDS                    | CD （紙ジャケ）    | VSCD-1722  |                                | 2011年24bitデジタルリマスター盤 |
| 6th            | GO POP                       | 2022年10月26日 | Universal Music                     | CD                 | UPCY-90132 |                                |                                 |
| 7th            | 太陽の季節                   | 1989年6月14日  | 東芝EMI/EASTWORLD                   | LP                 | RT28-5464  | 55位                           |                                 |
| 7th            | 太陽の季節                   | 1989年6月14日  | 東芝EMI/EASTWORLD                   | CD                 | CT32-5464  |                                |                                 |
| 7th            | 太陽の季節                   | 2011年8月10日  | FLY HIGH RECORDS                    | CD（紙ジャケ）     | VSCD-1723  |                                | 2011年24bitデジタルリマスター盤 |
| 2022年10月26日 | Universal Music              | CD             | UPCY-90133                          |                    |            |                                |                                 |
| 8th            | 空を泳ぐ日                   | 1990年7月25日  | 東芝EMI/EASTWORLD                   | CD                 | TOCT-5736  | 91位                           |                                 |
| 8th            | 空を泳ぐ日                   | 2011年8月10日  | FLY HIGH RECORDS                    | CD（紙ジャケ）     | VSCD-1724  |                                | 2011年24bitデジタルリマスター盤 |
| 9th            | HELLO AGAIN                  | 1993年3月24日  | Victor・ROUX                        | CD                 | VICL-384   | 75位                           |                                 |
| 9th            | HELLO AGAIN                  | 2007年12月12日 | MUSKRAT                             | CD                 | RATCD-4319 |                                | 2007年デジタルリマスター盤      |
| 2023年10月11日 | BRIDGE INC.                  | CD             | BRIDGE-392                          | CD                 |            | 2023年デジタルリマスター盤     |                                 |
| 10th           | evergreen                    | 1994年6月22日  | Victor・ROUX                        | CD                 | VICL-541   | 88位                           |                                 |
| 10th           | evergreen                    | 2007年12月12日 | MUSKRAT                             | CD                 | RATCD-4320 |                                | 2007年デジタルリマスター盤      |
| 2023年11月17日 | BRIDGE INC.                  | CD             | BRIDGE-393                          | CD                 |            | 2023年デジタルリマスター盤     |                                 |
| 11th           | sweet vibration              | 1995年9月21日  | Victor・ROUX                        | CD                 | VICL-668   |                                |                                 |
| 11th           | sweet vibration              | 2007年12月12日 | MUSKRAT                             | CD                 | RATCD-4321 |                                | 2007年デジタルリマスター盤      |
| 2023年11月17日 | BRIDGE INC.                  | CD             | BRIDGE-394                          | CD                 |            | 2023年デジタルリマスター盤     |                                 |
| 12th           | Now Recording                | 2008年4月1日   | KAZ COLLECTION                      | CD                 | KAZ-001    |                                |                                 |
| 12th           | Now Recording                | 2008年8月27日  | UNIVERSAL MUSIC・NAYUTAWAVE RECORDS | CD                 | UPCH-20108 |                                | ボーナス・トラック入            |
| 13th           | ずーーっと夏。               | 2009年7月15日  | UNIVERSAL MUSIC・NAYUTAWAVE RECORDS | UPCH-20161         | 223位      |                                |                                 |
| 14th           | ずーーっとずっと、夏。       | 2010年9月15日  | UNIVERSAL MUSIC・NAYUTAWAVE RECORDS | UPCH-20206         | 261位      |                                |                                 |
| 15th           | ずーーっとずっと、ずっと夏。 | 2012年5月23日  | UNIVERSAL MUSIC・USM JAPAN          | UICZ-4265          | 154位      |                                |                                 |
| 16th           | Treasures in the BOX         | 2013年6月26日  | UNIVERSAL MUSIC・USM JAPAN          | UICZ-4281          | 249位      |                                |                                 |
| 17th           | P-CAN                        | 2014年7月25日  | Island Moon Music                   | IMCM-0007          |            |                                |                                 |
| 18th           | De P-CAN                     | 2018年7月2日   | UNIVERSAL MUSIC・USM JAPAN          | UICZ-4428          |            | 「村田和人 & His Friends」名義 |                                 |

【再発関係】
2022年10月にシリーズ＜CITY POP Selections＞ by UNIVERSAL MUSICにて、『GO POP』 [1988年] (UPCY-90132)、『太陽の季節』 [1989年](UPCY-90133)がオリジナル盤の収録曲のままの再発。また、2023年に、BRIDGE INC. のレーベルより、1stの『また明日』から5thの『Boy's Life』までが、2006年にワーナーより再発されたボーナストラック入りの収録曲、2023年最新リマスタリング音源使用で再発、『K-A-Z-U HIT RADIO』 (1986年にプロモーション用に制作された非売品カセットテープで、村田和人の英語詞楽曲をキャプテン・ジョージ (ケヴィン・クローン) によるFM風DJでつないだコンセプトアルバムが、オリジナルマスター音源からの2023年最新リマスター音源で初商品化。その後、『HELLO AGAIN 』(93年)、『Evergreen』(94年)、『Sweet Vibration』(95年)の3作も、 ボーナストラック入りで、2023年最新リマスタリング音源使用で再発。

#### ライブ・アルバム
- 雨の日には（2017年12月15日、Island Moon Music、IMCM-0009）

#### 企画盤
1. Honey & B-Boys（村田和人、山本圭右、平松愛理、西司）『BACK TO FRISCO』（1987年）
2. 21 TWENTY-ONE（村田和人、斎藤誠、重実徹、山根栄子）『Blue Coast Inn』（1988年）、『GREETING』（1991年）、8cmCDS「オン・ザ・ユニヴァーシティ・ストリート／I LOVE TOKYO」（1992年3月4日、VIDL-89、ビクターエンタテインメント）
3. クリスマス企画コンピレーション・アルバム『Winter Gift Pops』（村田和人『Miss You Baby』収録）（1997年）、(2006年にボーナス・トラックを追加して、エム・エム・レコードより再発、品番は、DDCR-5015。)
4. Jean & Gingers（村田和人、山本圭右、小板橋博司、吉川みき）『The Greatest Hits』（1998年）
5. A,M,S&I（安部泰宏、村田和人、鈴木雄大、伊豆田洋之）『奇跡はここにあるのさ』（1999年）
6. オムニバス盤『CITY POP〜WARNER MUSIC JAPAN edition』（村田和人 with 安部恭弘&木戸やすひろ「潮騒 （The Whispering Sea）」収録）（2003年）
7. オムニバス盤『HULA Cafe Vol.2』(村田和人 「Road to the Paradise」収録)   （2006年）
8. ALOHA BROTHERS（杉真理）『世界のアロハ・ブラザーズ』（2010年）
9. 『午後のボッサ〜カフェ・ビートルズ』（村田和人「Eight Days A Week」収録）（2010年）
10. 【再発情報】1.は、2019年に紙ジャケット仕様で再発され、ボーナストラックとして、オリジナル盤収録曲のうち「1000mbのサヨナラ」と「酒とバラ」の2曲以外のカラオケバージョンも収録。2.は、2枚とも2021年に再発、ボーナストラック入り。 シティ・ポップ系再発シリーズ、【ビクター・マスターピース・コレクション】より再発。

## その他 音楽ユニット
- ALOHA BROTHERS：1991年、杉真理と結成したユニット
- 21（トゥエンティ・ワン）：1989年、斎藤誠、山根栄子、重実徹と結成したユニット。
- In 'n Out：1991年、杉山清貴と河内淳一と結成したユニット
- Moon Kids：2001年、濱田金吾、松下誠と結成したユニット
- ザ・サイクリングス：2009年、湯川トーベン、野口明彦らと結成したユニット

## 提供曲

### 作曲
- 阿部寛「渚へ」
- 石岡美紀「私の勇気」
- 石川優子「青春の窓から」
- 石原慎一「RHAPSODY IN THE RAIN」
- 詩子「Beginner」
- 緒方恵美「vacation map」「3月の雨」
- 小幡洋子「5度目のBELLで」
- 川島なお美「Summer Vacation」
- 桑名晴子「愛の冒険者達」
- 圭修「憧れのJOELEN」
- 香坂みゆき「HORIZON」「Empty Pool」「SEASON OFF」「上昇気流からI love you」「渚にて」「Wow wo train」
- 小堺一機「雨にぬれても」「さざなみのひと」「僕だけのパルファン」
- 児島未知瑠「マリンブルーの恋人達」「学園のダイアリー」「A Day In The Summer」「長い手紙」
- 斉藤慶子「LOVELY NIGHT」
- 真田広之「WHY DON'T YOU TELL THE TRUTH」
- 清水宏次朗「雪の降らないイヴ」
- 杉山清貴「Aloha Akua」
- 高村亜留「ブレーキを踏んで怒って」
- 田中友紀子「君たちのくれた夏 」「Rainbow Maker」「スコールが来るわ」「最後の夏休み」「想い出が始まる日」
- 二名敦子「風の街角」
- 早見優「硝子のトライアングル」
- 光GENJI「MY DEAR〜親愛なる君へ」
- 福永恵規「三日月のピン・クリップ」「blind summer〜やさしい誤解〜」
- 堀ちえみ「夢色・夏色物語」「18のキャトルセゾン」「ひとりぽっちたち」
- 松原みき「ハートの鍵貸します」「"Be"-ROCK」
- 三ツ矢雄二「サマー・メモリーズ」「SAIL AWAY」
- 宮川一朗太「記憶の砂」
- 吉田栄作「あいつがとまらない」

他、多数

## テレビ出演
- ベストサウンドIII（1987年4月 - 6月、NHK教育テレビジョン） - 講師

## ラジオ出演
- ハイヤングKYOTO (第一期) 木曜日パーソナリティ（1984年10月 - 1987年3月、KBS京都）[1]
- MITSUMINE HOWDY MUSIC（1983年、FM北海道）[1]
- 109ポップタウン 毎週土曜 18:00-18:30 FM東京
- フォローザウィンド（FM横浜）[1]